# Зеленогорський рукопис

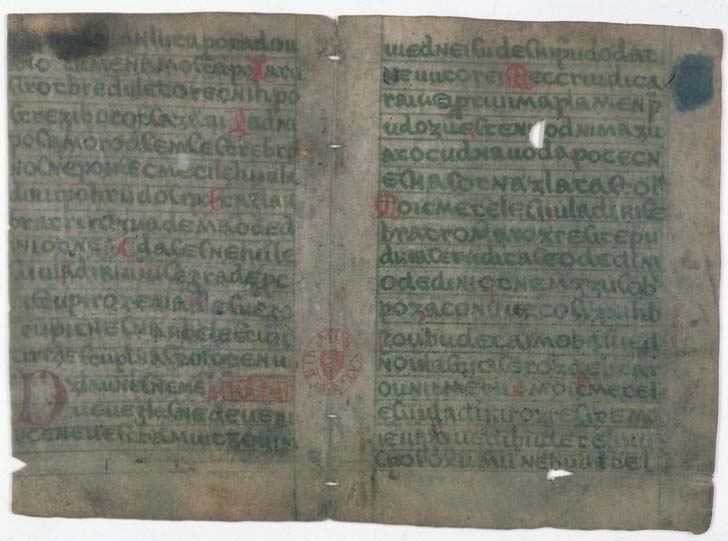
Зеленогорський рукопис

Зеленогорський рукопис — твір-підробка, стилізований під слов'янський героїчний епос, виконаний Вацлавом Ганкою (можливо, за участю Йозефа Лінди).
Рукопис написаний зеленими чорнилами (що для середньовіччя абсолютно не характерно) і містить чотири пергаментних аркуші, основну частину яких займає незакінчена поема «Любушин суд» (120 віршів) — про те, як княжна Любуша скликала суд, щоб розсудити суперечку двох братів, Хрудоша і Стяглава, з приводу спадщини. У цьому суді беруть участь представники всіх земель Чехії, які влаштовують навіть таємне голосування, а крім того, у древніх чехів є письмові закони («дошки»). Все це відображало політичні ідеали чеських просвітителів. Один з присутніх на суді — Ратибор з Крконоше — говорить такі знамениті слова, що стали гаслом чеського патріотичного руху: «Нам не слід шукати у німців правди» (Nechvalno nám v Němciech iskati pravdu; а саме, слідувати німецькому звичаю віддавати спадок старшому синові) — адже предки чехів самі принесли закон в свою землю. Цими словами закінчується рукопис. Перед власне «Любушиним судом» йде ще короткий уривок з 10 рядків під умовною назвою «Сейми» (Sněmy), де повідомляються загальні відомості про закони древніх чехів.